# 1586 az irodalomban
Az 1586. év az irodalomban.

## Új művek

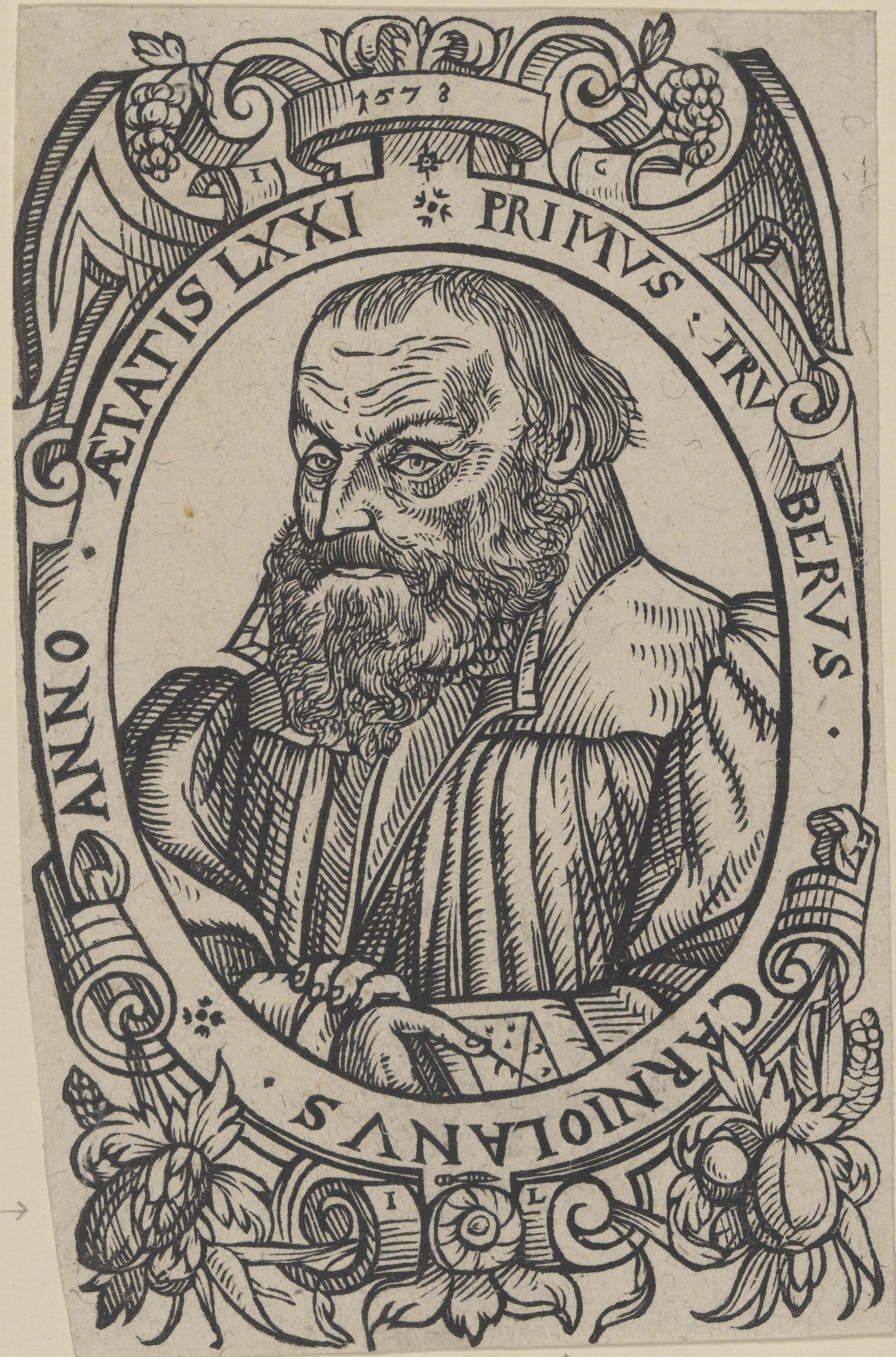
Primož Trubar

- Christopher Marlowe Thomas Nashe-sel közösen írt drámája: Dido, queen of Carthage (Dido, Karthágó királynője).

## Halálozások
- június 28. – Primož Trubar szlovén protestáns lelkész, író és fordító, a szlovén irodalmi nyelv megteremtője (* 1508)
- október 17. – Philip Sidney angol költő (* 1554)